# الفن التركيبي
تشترك العديد من الثقافات  في اشتمالها على أعمال فنية  تركيبية مجمعة من مواد متنوعة ؛إلا أن «فن التركيب» Art Assemblage في الفن الحديث؛ فإنه ظهر في بداية القرن العشرين؛ مع تراكيب بابلو بيكاسو المجمعة من أشياء ملتقطة بالصدفة، في «المرحلة التكعيبية التركيبية»[1912-1914] ومع معروضات «مارسيل دوشامب» و«روبرت راوشنبرج» التي تتركب من مواد سابقة التصنيع؛ أو مع «التركيبات النحتية» لـ «الفنانين المستقبليين» مثل «بوتشيونى» «ومارينيتى». وقد شكل بيكاسو عمله الفنى «جيتار»[1912] كـ [تركيب- تجميعى] من صفائح معدنية وأسلاك، كخامات توليفية توحى بصور عديدة متباينة . بل أن مثل هذه [التراكيب] تتضمن دعابة مختلطة بقدر من التسامى. ومع تراكيب مارسيل دوشامب المجمعة من نفايات البيئة، وبنبذه لمبادئ الفن التقليدية؛ قدم الأشياء الجاهزة-غير المتوقعة كأعمال فنية. أما «روبرت راوشنبرج» فإنه أنجز عملاً فنياً بعنوان «سرير وأشياء جاهزة» من مفروشات وأغطية وأصباغ ملونة سكبها بالتقطير؛ فمنح للأسلوب [التركيبى -التجميعى] جماليته؛ وسمح بتوليد المعانى القابلة للتبدل، حيث يتوقف التفسير على القيم الثقافية، وعلى رؤية المشاهد.